# Liobracon quadriceps
Liobracon quadriceps är en stekelart som först beskrevs av William Harris Ashmead 1895.  Liobracon quadriceps ingår i släktet Liobracon och familjen bracksteklar. Inga underarter finns listade i Catalogue of Life.